# Les Revenants (album)
Les Revenants è un album discografico del gruppo musicale scozzese Mogwai pubblicato nel 2013, colonna sonora della serie televisiva francese Les Revenants.

## Tracce
Tutte le tracce sono state scritte dai Mogwai, eccetto dove indicato.

1. Hungry Face - 2:25
2. Jaguar - 2:19
3. The Huts - 4:02
4. Kill Jester - 3:30
5. This Messiah Needs Watching - 4:37
6. Whisky Time - 1:40
7. Special N - 3:49
8. Relative Hysteria - 3:41
9. Fridge Magic - 3:23
10. Portugal - 2:49
11. Eagle Tax - 3:22
12. Modern - 2:49
13. What Are They Doing in Heaven Today? - 5:52 (Charles Albert Tindley)
14. Wizard Motor - 04:47